# Portul Gloucester (William Morris Hunt)
Portul Gloucester este un tablou de la sfârșitul secolului al XIX-lea realizat de artistul american William Morris Hunt. Realizat în ulei pe pânză, pictura impresionistă înfățișează dimineața în portul Gloucester, un mare port de pescuit din Noua Anglie. Pictura a fost una dintre primele incursiuni ale lui Hunt în școala impresionismului, iar crearea Portului Gloucester și a altor câtorva lucrări inspirate de impresionism a stârnit interesul oamenilor din Boston pentru mișcarea impresionistă. Pictura este în prezent expusă la Museum of Fine Arts.